# Luhanszki terület
A Luhanszki terület (ukránul Луганська область [Luhanszka oblaszty], (oroszul Луганская область [Luganszkaja oblaszty]) közigazgatási egység Ukrajna keleti részén. A terület közigazgatási központja Luhanszk, 2014 és 2022 között a területi közigazgatás székhelye a kelet-ukrajnai háború miatt ideiglenesen Szjevjerodoneck volt. A 2022-es ukrajnai orosz invázió során az orosz csapatok az egész területet elfoglalták és a Luganszki Népköztársaság elnevezésű szakadár államalakulathoz csatolták. Területe 26 684 km². Népessége: 2 167 802 fő (2018). A 7. legnépesebb terület. A városi népesség aránya: 85,8%. 1939. január 10-én hozták létre. Nevezik még Luhanscsina, Ukrajna hajnala és Ukrajna keleti kapuja néven is.
1958-ig és 1970–1990 között a neve Vorosilovgradi terület volt, Kliment Jefremovics Vorosilov tiszteletére.

## Földrajz
A régió határai az északi, keleti és déli irányban Oroszország – vagyis a Belgorodi terület a Voronyezsi terület és a Rosztovi terület – északnyugatra a Harkivi terület és délnyugatra a Donecki terület. A terület legnagyobb magassága 364 m, a legalacsonyabb pontja 38 m. A terület hossza nyugatról keletre 190 km, északról délre 250 km. A régióban kiváló minőségű és jelentős mennyiségű szén található. A szénvagyon becsült mennyisége 4 milliárd tonna. Számos területen találhatók különféle építési anyagok úgy mint: kavics, homok, agyag, mész, kréta, gipsz, kő, mészkő, homokkő. A területen található még földgáz, arany, ezüst és jelentős mennyiségű ásványvíz is. A Luhanszki terület talaja termékeny, többnyire feketeföld. Az erdők aránya 7%. Éghajlata mérsékelten kontinentális. Az átlagos hőmérséklet a legmelegebb hónapban (július) a 21 °C, a leghidegebb hónapban (január) –7 °C. Az átlagos éves csapadékmennyiség 459–505 mm, az április-szeptember közötti időszak a legcsapadékosabb.

## Közigazgatás
A terület közigazgatásának központi szerve a Luhanszki Területi Állami Közigazgatási Hivatal, területi önkormányzati szerve a Luhanszki Területi Tanács. (Címe: Luhanszk, Herojiv Velikoji Vitcsiznyannoji Vijni tér., 4. (пл. Героїв Великої Вітчизнянної Війни 3 , 91016 м. Луганськ)). A területi közigazgatási hivatal a kelet-ukrajnai háború miatt ideiglenesen Szjevjerodoneckben működik. A területi közigazgatási hivatal elnöke 2014. szeptember 18-tól Hennagyij Moszkal. A Luhanszki terület postai irányítószáma: 91000–95000. A telefon területi előhívószáma: +380-64.
Városai és népességük (2011):
- Luhanszk (Луганськ) ▼440 788
- Alcsevszk (Алчевськ) ▼114 624
- Szjevjerodoneck (Сєвєродонецьк) ▼111 786
- Liszicsanszk (Лисичанськ) ▼106 580
- Hrusztalnij (Хрустальний) ▼82364
- Kadyivka (Кадіївка) ▼76222
- Dovzsanszk (Довжанськ) ▼65969
- Rubizsne (Рубіжне) ▼60979
- Antracit (Антрацит) ▼57 848
- Rovenyki (Ровеньки) ▼49014
- Brjanka (Брянка) ▼48090
- Szorokine (Сорокине) ▼44855
- Pervomajszk (Первомайськ) ▼38315
- Hresztyivka (Хрестівка) ▼29372
- Perevalszk (Перевальськ) ▼25459
- Molodohvargyijszk (Молодогвардійськ) ▼23457
- Popaszna (Попасна) ▼21613
- Szuhogyilszk (Суходільськ) ▼20 361
- Kreminna (Кремінна) ▼20 727
- Szvatove (Сватове) ▼18641
- Sztarobilszk (Старобільськ) ▼18525
- Lutuhine (Лутугине) ▼18 303

## Népesség
A lakosság többségét ukránok alkotják, mellettük jelentős az orosz nemzetiségűek aránya. Nyelvhasználat tekintetében azonban az orosz nyelv domináns, a 2001-es népszámláláson a lakosság 68,8%-a vallotta magát orosz anyanyelvűnek.
- ukrán – 57,96%
- orosz – 39,05%
- belorusz – 0,81%
- tatár – 0,34%
- örmény – 0,26%
- moldovai – 0,13%
- azerbajdzsáni – 0,12%
- zsidó – 0,10%
- lengyel – 0,08%.

## Gazdaság
A régió központja és legközelebbi kikötő, Mariupol között 280 km a távolság közúton, 288 km vasúton. Az odesszai tengeri termináltól mért távolság közúton 844 km, vasúton 1047 km.
Ipara változatos, a vezető szerep a feldolgozóiparé. Részaránya a teljes ipari termelés több, mint 71,6%-a. A Luhanszki terület feldolgozóipara koksz termelésével, kőolajipari termékek, gépek, vegyipari, petrolkémiai, élelmiszer-, a cellulóz- és papír-, textil- és építési anyagok előállításából áll.

## Közlekedés
Légi közlekedésében korábban a Luhanszki nemzetközi repülőtér játszotta a legfontosabb szerepet. A kelet-ukrajnai háború miatt a repülőtér nem működik, kifutópályája megsemmisült. A terület működő közforgalmi repülőtere a szeverodonecki repülőtér.
Jelentős a vasúti teherforgalom és a tranzit személyforgalom is.